# كانيافيرال دي ليون
بلدية كانيافيرال دي ليون (بالإسبانية: Cañaveral de León) هي بلدية تقع في مقاطعة ولبة التابعة لمنطقة أندلوسيا جنوب إسبانيا.

## الديموغرافيا
بلغ عدد سكان بلدية كانيافيرال دي ليون 441 نسمة عام 2011 (وفقاً للمعهد الوطني الإسباني للإحصاء).
| 539 | 515 | 474 | 419 | 409 | 428 | 441 |